# Carl August Björk

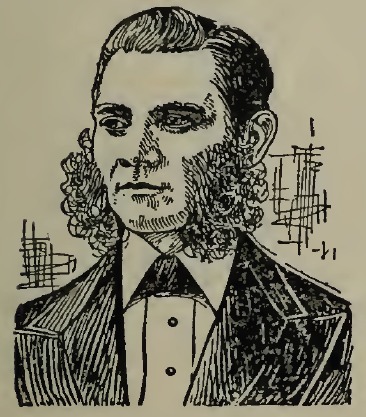
Carl August Björk

Carl August Björk, född 27 juli 1837 i Lommaryd, Jönköpings län, död 29 oktober 1916, var en svensk missionspredikant i amerikanska Mellanvästern och räknas som grundare av missionsvännerna, vilka senare kom att utvecklas till samfundet Evangelical Covenant Church.

## Biografi
Carl August Björk var från början skomakare till yrket men blev sedan soldat. År 1862 hade han emellertid börjat läsa tidningen Pietisten, vilket ledde till att han blev troende. Han lämnade därefter soldatlivet bakom sig och emigrerade 1864 till Förenta staterna. Där hamnade han i svenskkolonin Swede Bend i Iowa. Han anslöt sig tidigt till den lutherska församlingen i trakten men var missnöjd med den i hans ögon bristande religiositeten där. Snart började han hålla egna bönemöten i hemmen. Den ordinarie pastorn i församlingen försökte stämpla Björk som avfälling men detta ökade bara dennes popularitet och ledde till skapande av en missionsförening med Björk som dess ledare. 
Liknande rörelser förekom även på andra håll i svenskbygderna och dessa kom under 1870-talet att slås samman till det som skulle bli missionsvännerna.